# 3621 Curtis
3621 Curtis è un asteroide della fascia principale. Scoperto nel 1981, presenta un'orbita caratterizzata da un semiasse maggiore pari a 3,1014602 UA e da un'eccentricità di 0,1929921, inclinata di 2,68969° rispetto all'eclittica.
L'asteroide è dedicato all'insegnante di scienze del liceo dello scopritore, lo statunitense Curtis R. Carbutt.